# Iavnana

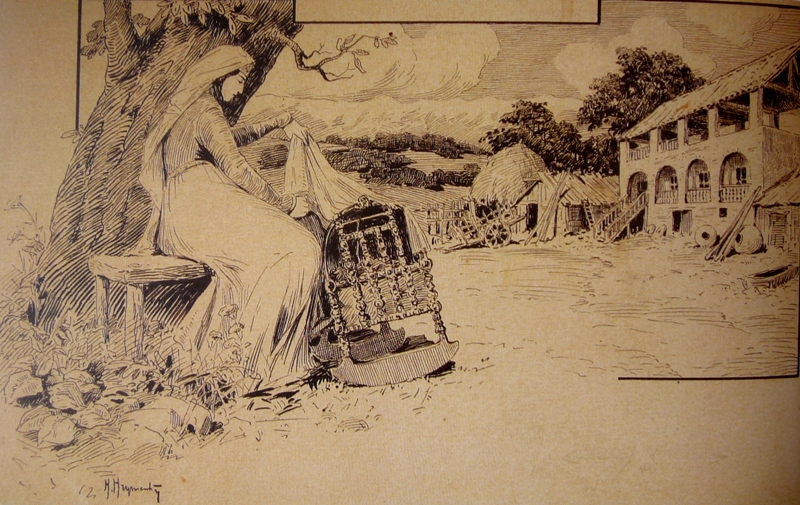
"Donna georgiana che canta una Iavnana", di Henryk Hryniewski.

Con il termine Iavnana (in georgiano იავნანა) si intende un genere di musica popolare georgiana, genericamente una ninna nanna, ma storicamente usata anche come canzone curativa per bambini malati. Alcuni dei testi di canzoni Iavnana sono comunque di carattere didattico o epico.
Il nome del genere deriva dal ritornello "iavnana" (o "iavnaninao", "nana naninao", etc.), che contiene il vocabolo "nana" (ნანა), probabilmente legato al nome di una dea pagana. Alcune varianti, come per esempio "iavnana vardo nana", combinano il nome di due fiori, viola (ia) e rosa (vardi), che ricorrono frequentemente nelle tradizioni e nella letteratura classica georgiana, simboleggiando rispettivamente la femminilità e la mascolinità.
Sono state classificate oltre sessanta versioni di "Iavnana". La maggior parte di queste ninna nanne è cantata direttamente ai bambini; inoltre, le Iavnana sono ampiamente conservate in Georgia anche in epoca moderna. Molte varianti, comunque, erano "canzoni curative" eseguite alla presenza del bambino malato, ma che erano indirizzate ai "signori" (batonebi) o agli "angeli" (angelozebi): gli spiriti i quali, secondo le credenze popolari, si impossessavano delle persone colpite da malattie come vaiolo, morbillo o scarlattina.
I motivi delle Iavnana sono stati ripresi, nella loro poetica, da molti poeti georgiani come Ilia Ch'avch'avadze, Ak'ak'i Tsereteli e Galaktion Tabidze.